# Консоль (архитектура)
Консо́ль (фр. console) — архитектурная деталь типа поддерживающей конструкции. Устаревшее название — суппо́рт (ср.-лат. supporta — подпорка). Немецкая форма термина — кронштейн (нем. Kragstein — выступающий камень). Консолями могут служить выступающие из стены  консольные балки, замко́вые камни. Консоли часто делают в форме волют S-образного изгиба. Консоли, или волюты, поддерживают выносы карнизов, балконов, эркеров. Они несут сандрики над оконными и дверными проёмами, или  порталами, выносные плиты вазонов и статуй.
В архитектурном интерьере консоли также поддерживают карнизы, разделяющие стены и падуги, а также малые сандрики и десюдепорты. Консолью называют тип мебели — небольшой столик с одной или двумя ножками, одной из сторон прикрепляющийся к стене. Такие столики появились во Франции во второй половине XVII века, в эпоху Людовика XIV, но особенную популярность приобрели в середине  XVIII столетия в эпоху рококо, в том числе и в России. Миниатюрные консоли в интерьерах рококо использовали в качестве полочек для коллекций редкостей, изделий китайского или майсенского фарфора, в том числе в кунсткамерах. Примерами светских интерьеров с такими коллекциями могут служить Лаковый кабинет дворца Монплезир в Петергофе или Фарфоровый кабинет Павильона Катальной горки в Ораниенбауме (1762—1774). Мебельные консоли сочетали с зеркалами, консоли использовали для настенных бра и каминных полок.